# Songbird (álbum de Barbra Streisand)
Songbird é vigésimo álbum de estúdio da cantora estadunidense Barbra Streisand, lançado em 1978, pela Columbia Records.
Para promovê-lo a faixa-título foi escolhida como música de trabalho. Atingiu a posição de número 25 na Billboard Hot 100, e número 1 (por duas semanas) na Adult Contemporary. Alguns especialistas em paradas de sucesso afirmaram que o motivo da performance ter sido tão baixa (em relação aos seus singles antecessores) vem do fato de poucas semanas depois, a trilha sonora do filme Os Olhos de Laura Mars, inititulada "Prisoner (Love Theme from Eyes of Laura Mars)", ter sido lançada.
Um fato curioso ocorreu com a faixa "You Don't Bring Me Flowers". Em 1977, ela foi gravada pelo cantor Neil Diamond (um dos compositores da música junto com Alan Bergman e Marilyn Bergman) em seu álbum I'm Glad You're Here with Me Tonight, também como uma performance solo. As gravações de Diamond e Streisand foram emendadas por diferentes estações de rádio, a fim de transformá-las em um dueto. O sucesso levou a gravadora a reunir os dois artistas para uma gravação oficial, a mesma alcançou a primeira posição na Billboard Hot 100.
As resenhas da crítica especializada em música foram em maioria desfavoráveis. Stephen Holden, da revista Rolling Stone, escreveu que tratava-se de seu álbum mais fraco, desde ButterFly, de 1974, e o definiu como uma "coleção de músicas, principalmente, de segunda categoria que ela acompanha com algumas das interpretações mais estridentes e indiferentes de sua carreira". A mesma opinião foi a de Robert Kemnitz, da revista Orange Coast, que adicionou que as canções pareciam ter sido feitas, única e exclusivamente pensando nas paradas de sucesso. De maneira positiva elogiou os vocais da cantora, a quem chamou de "Picasso dos cantores Pop". William Ruhlmann, do site estadunidense AllMusic, avaliou com três estrelas de cinco e o chamou de "um trabalho competente e profissional (...) típico do estilo soft rock de seu repertório dos anos de 1970, mas nada excepcional".
Comercialmente, obteve êxito. Nos Estados Unidos foi certificado como disco de Platina por atingir vendas de 1 milhão de cópias. Streisand recebeu o prêmio em uma convenção realizada pela CBS, em Los Angeles.

## Lista de faixas
Créditos adaptados do site AllMusic.
| N.º | Título                            | Compositor(es)                              | Duração |  |
| 1.  | "Tomorrow"                        | Charles Strouse, Martin Charnin             | 2:56    |  |
| 2.  | "A Man I Loved"                   | Nikki Oosterveen, George Michalski          | 4:02    |  |
| 3.  | "I Don't Break Easily"            | Bruce Roberts                               | 3:53    |  |
| 4.  | "Love Breakdown"                  | Alan Gordon                                 | 3:36    |  |
| 5.  | "You Don't Bring Me Flowers"      | Neil Diamond, Alan Bergman, Marilyn Bergman | 3:58    |  |
| 6.  | "Honey Can I Put On Your Clothes" | Jean Monte Ray, Jerry Lieber, Mike Stoller  | 5:24    |  |
| 7.  | "One More Night"                  | Stephen Bishop                              | 3:10    |  |
| 8.  | "Stay Away"                       | Kim Carnes                                  | 3:47    |  |
| 9.  | "Deep in the Night"               | Helen Miller, Eve Merriam                   | 3:10    |  |
| 10. | "Songbid"                         | Dave Wolfert, Stephen Nelson                | 3:46    |  |

## Tabelas
| Tabela musical (1978)          | Melhor posição |
| ------------------------------ | -------------- |
| Australian Albums (ARIA)       | 30             |
| Canada Top Albums/CDs (RPM)    | 10             |
| Estados Unidos (Billboard 200) | 12             |
| Reino Unido (UK Albums Chart)  | 48             |

## Certificações e vendas
| País                  | Certificação | Vendas    |
| --------------------- | ------------ | --------- |
| Austrália (ARIA)      | Ouro         | 35,000    |
| Canadá (Music Canada) | Platina      | 100,000   |
| Estados Unidos (RIAA) | Platina      | 1,000,000 |
| Reino Unido (BPI)     | Prata        | 60,000    |